# Улица Майка Йогансена (Киев)
Улица Майка Йогансена (укр. Вулиця Майка Йогансена) — улица в Святошинском районе города Киева, поселок Жовтневое. Пролегает от улицы Мельниченко до Жмеринской улицы.
Приобщаются  улицы Петра Дорошенко и Академика Беляшевского.

## История
Улица возникла в 50-е годы XX века, имела название улица Шевченко (в честь Тараса Шевченко), с июля 1965 года — Серебряная, с ноября 1965 года — Шевченковская. с 1982 года — Александра Блока. 12 декабря 2024 года была переименована в честь украинского писателя Майка Йогансена.